# Sanden Corporation
Sanden K.K. (jap. サンデン株式会社, Sanden kabushiki kaisha, engl. Sanden Corporation) ist ein 1943 als Sankyō Denki K.K. (三共電器株式会社) gegründeter, japanischer Automobilzulieferer mit Hauptsitz in Isesaki und Tokio, Japan. Fertigungsstandorte in Japan befinden sich in Nakanosawa und Yattajima-machi (八斗島町) (Isesaki).
Am europäischen Standort in Tinténiac, Frankreich, findet ebenfalls Produktion statt. In Deutschland ist die Firma mit einem Entwicklungs- und Testzentrum für automobile Klimakompressoren in Bad Nauheim vertreten.